# Слєпцов Григорій Кузьмич
Григорій Кузьмич Слєпцов (нар. 4 травня 1927, Євсуг — пом. 2003) — український скульптор; член Спілки радянських художників України з 1967 року.

## Біографія
Народився 4 травня 1927 року в селі Євсузі (тепер Старобільський район Луганської області, Україна). У 1945—1950 року навчався в Ворошиловградському художньому училищі (викладачі: Василь Федченко, А. Тищенко). Член КПРС з 1957 року.
Очолював Луганську обласну організацію художників, був членом Правління Спілки художників України, неодноразово обирався депутатом районної та обласної рад. Жив у місті Луганську в будинку на вулиці Годуванцева, № 7, квартира № 9. Помер у 2003 році.

## Творчість

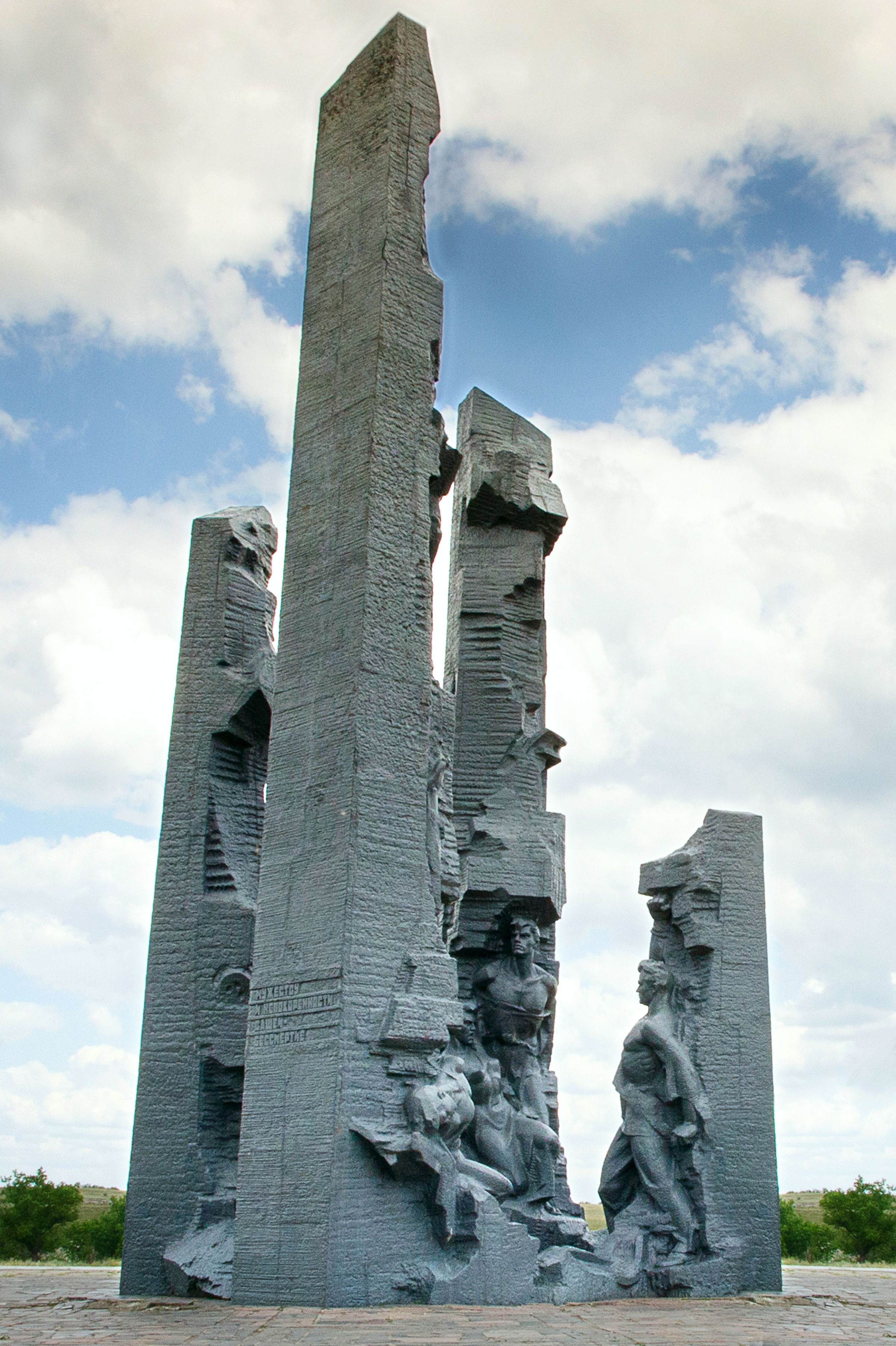
монумент «Нескорені».

Працював в галузі станкової і монументальної скульптури. Серед робіт:
станкова скульптура
- «Цілинники» (1963);
- «У наймах» (1964);
- «Мужність» (1965);
- «Народний месник» (1967);
- «Разом з батьками» (1968);
- «Монтажники» (1971);
- «Рейд» (1975);
- бюст Григорія Котовського;
- «Цілинники»;

пам'ятники
- Миколі Гастелло в Луганську (1981);
- монумент «Нескорені» в Сорокиному (1982, у співавторстві з Миколою Можаєвим);
- загиблим воїнам в станиці Вешенській;

Брав участь у всеукраїнських виставках з 1963 року, всесоюзних з 1968 року.

## Відзнаки
- Нагороджений орденом «Дружби народів»[1];
- Заслужений художник УРСР з 1983 року;
- Народний художник України з 2003 року[3].